# Volkswagen Sharan
Volkswagen Sharan je jednovolumen kojeg od 1995. proizvodi i prodaje Volkswagen, a dosad je proizveden u dvije generacije.
Vozilo je izvorno razvio Ford, a krajem razvoja u nj se uključio Volkswagen sa svojim TDI i V6 motorima. Vizualno slični modeli prodaju se pod nazivima Ford Galaxy i Seat Alhambra.

## Vanjska poveznica
- Volkswagen Hrvatska  Arhivirana inačica izvorne stranice od 28. listopada 2005. (Wayback Machine)